# Organización Barrial Túpac Amaru
La Organización Barrial Túpac Amaru es una agrupación política argentina principalmente de la provincia de Jujuy, aunque tiene otras sedes en 15 de las 23 provincias argentinas. Fue fundada como una separación de parte de la organización de la CTA, por la condenada argentina Milagro Sala. Actualmente posee alrededor de 150 000 afiliados La Túpac Amaru se ha consolidado por la forma de administrar los recursos de los que dispone y desplegar una red institucionalizada de servicios que garantiza derechos orientados a los sectores populares informales. Estos incluyen la construcción de viviendas, pero también la provisión de servicios como salud y educación. Se trata del segundo empleador de la provincia, junto al Ingenio Ledesma, luego del Estado provincial. Las actividades que realiza van desde la organización de copas de leche hasta la construcción de viviendas y el desarrollo de otras cooperativas de trabajo –como textiles o metalúrgicas–, además de la administración de otros programas estatales como la repartición de bolsones de alimentos, y el asesoramiento legal. Además, la organización tiene polideportivos con piletas, centros de salud, escuelas primarias y secundarias y un terciario. Tras el cambio del color del gobierno provincial, la organización fue centro de diversas denuncias judiciales. Asimismo, el ex y entonces flamante gobernador Gerardo Morales mediante un decreto le quitó la personería jurídica, y el manejo de las escuelas, y la financiación de las obras.

## Historia

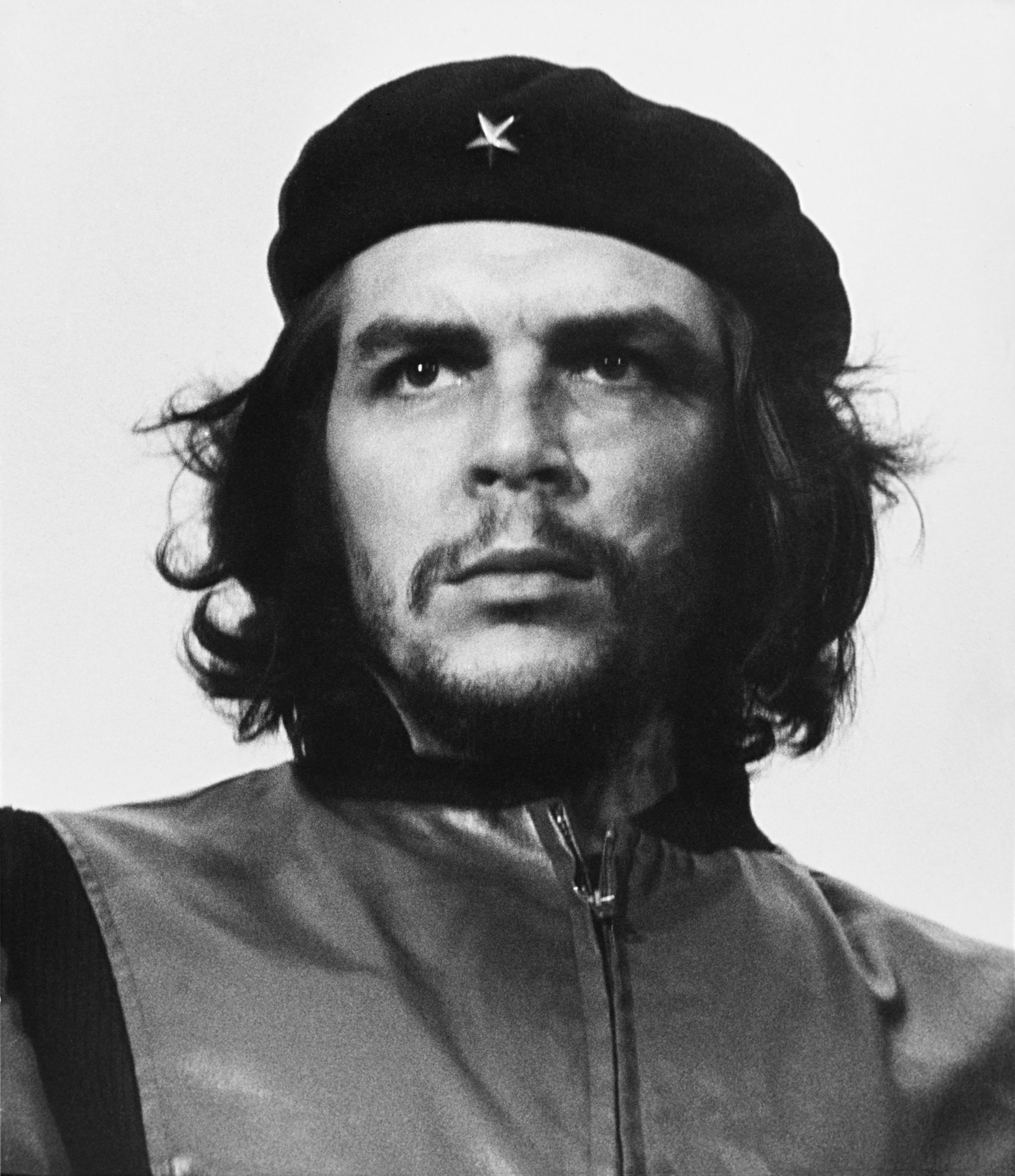
Ernesto Che Guevara (1928-1967), símbolo de la agrupación Túpac Amaru.

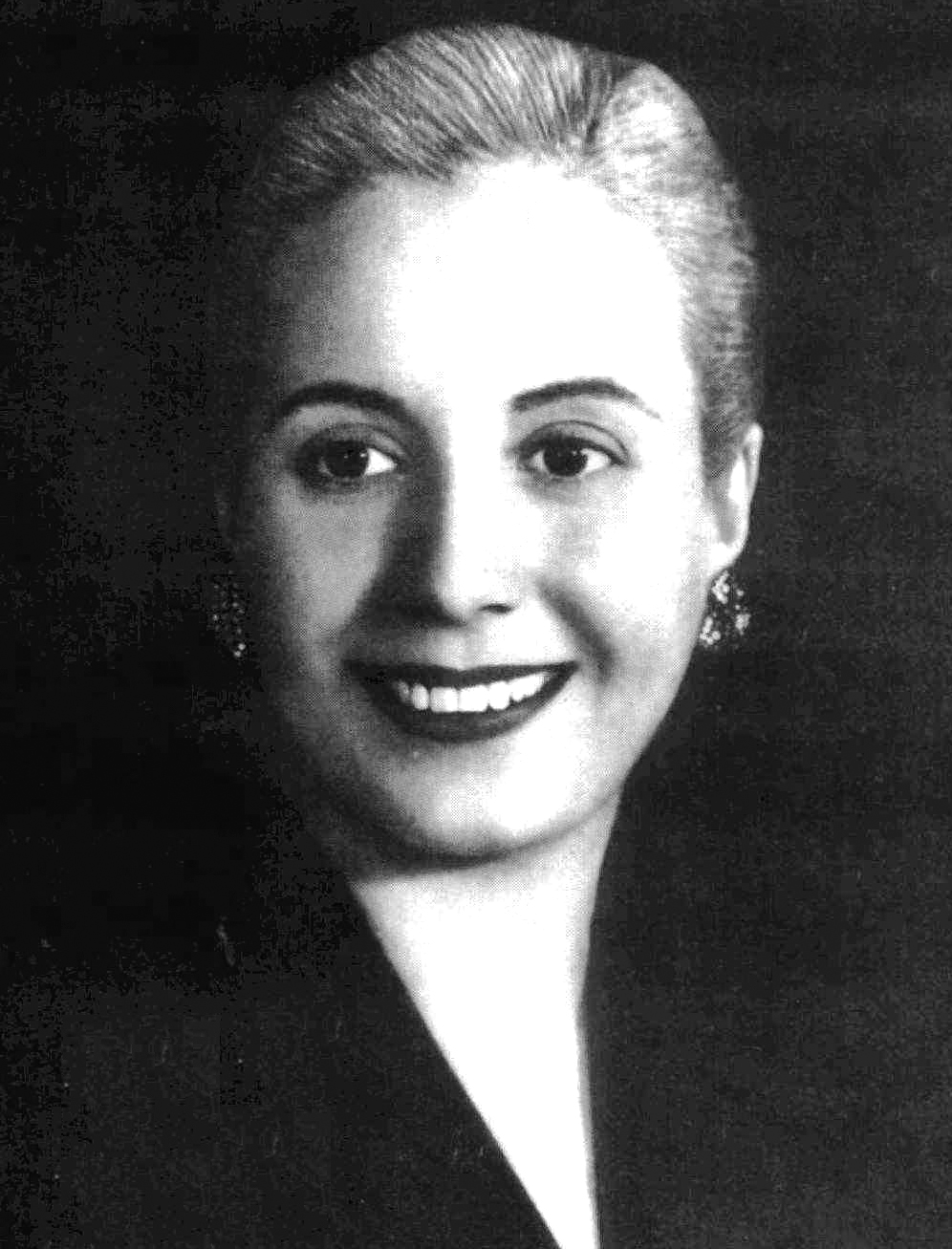
Eva Perón (1919-1952), símbolo de la agrupación Túpac Amaru.

Desde el retorno a la democracia en 1983, una serie de crisis económicas produjeron despidos masivos en las principales empresas empleadoras provinciales, entre ellas el ingenio Ledesma y la mina Aguilar. Gran parte de este grupo de desocupados fue absorbido por el estado provincial, que le asignó lo que se conocía como "tareas sin vinculación productiva", el equivalente a empleos de baja calificación. Así, durante la década de 1980, en la provincia de Jujuy el Estado provincial aumentó su participación como fue el mayor empleador de la provincia, según el censo de 1980 había 57,3% de empleados estatales y según el censo de 1991, el número ascendió 83,7%. Con la presidencia de Carlos Menem, el país comenzó a adoptar las directivas del Fondo Monetario Internacional que dictaban que incluían, entre otros ítems, despidos y recortes salariales a los empleados estatales.
En 1988 se formó el Frente de Gremios Estatales, como entidad representativa del creciente número de empleados estatales precarizados. En la década de 1990, las privatizaciones de empresas públicas, por ejemplo Altos Hornos Zapla, agravaron la situación sociolaboral de la provincia. El Frente de Gremios Estatales logró con el paso del tiempo coordinar acciones con otras entidades como la Corriente Clasista y Combativa (CCC) y la Central de Trabajadores de la Argentina (CTA). La Organización Barrial de la CTA, que luego adoptaría el nombre de Organización Barrial Túpac Amaru, en 1998 se orientó al trabajo en San Salvador de Jujuy con la organización de la provisión de Copas de Leche para niños y niñas de familias de desocupados, llamadas comúnmente «copa de leche». En 1999 la organización, ya con el nombre de Organización Barrial Túpac Amaru, comenzaría sus actividades en los márgenes de la ciudad de San Salvador de Jujuy.
La organización barrial de la CCC, conducida por el "perro" Santillán, y la organización barrial de la CTA, conducida por Milagro Sala, a pesar de cooperar durante los primeros cortes de ruta, entraron en un período de competencia y conflicto. Según Battezati, esto se debió a que la CCC "sostenía una visión revolucionaria del cambio que la CTA no compartía".
La Túpac Amaru empezó a fundar delegaciones en otras provincias argentinas, como Salta, Tucumán, Santiago del Estero, Capital Federal, en la Villa 31, Mendoza, sumando otras 16 organizaciones.

### Partido político
En 2012, mediante una asamblea la organización decidió la construcción de un partido político denominado Partido por la Soberanía Popular a partir del año 2013.
El Partido por la Soberanía Popular fue reconocido por la provincia de Jujuy en mayo de 2013. El Partido presentó ante la Justicia Electoral un récord histórico de afiliaciones en la provincia mediante la inscripción de más de 73 mil fichas de afiliados.
El partido se ha presentado dentro del Frente Unidos y Organizados por la Soberanía Popular permitiendo el ingreso de seis diputados provinciales y una serie de concejales en distintas localidades de la provincia en los primeros dos comicios de los que participaron (2013-2015). Con un 12% y un 8% de los votos en las últimas dos elecciones se convirtieron en tercera y cuarta fuerza, respectivamente.

### Ideología política
En 1999, las dos opciones en pugna para dar nombre a la organización fueron las de Che Guevara y Túpac Amaru, y a través de una decisión asamblearia ganó la designación del nombre del rebelde indígena «porque consideraron que tenía más que ver con el contexto local». Sin embargo, las figuras históricas de Túpac Amaru, el Che Guevara y Eva Perón, son parte de la tríada simbólica más habitualmente reconocida en la iconografía e ideología de la organización hasta la actualidad.

Sobre la relación entre el sindicato de la ATE, parte de la CTA, Milagro Sala explicó:

Acá ATE tiene fuerza y bastante fuerza. Nosotros nos acostumbramos a hacer lo siguiente: cuando ATE tiene un problema, está la Túpac al lado, cuando la Túpac tiene un problema, está ATE al lado. Salimos siempre en conjunto, por eso respetan mucho en Jujuy a ATE.
Milagro Sala

Los miembros de la organización se reconocen como indígenas, como parte de la comunidad LGBT de la ciudad, como pobres, como negros. Esta agrupación indigenista tiene como modelo político a Evo Morales, expresidente de la República de Bolivia y es considerada la única organización social que capta políticamente a las comunidades indígenas.

## Características de la organización

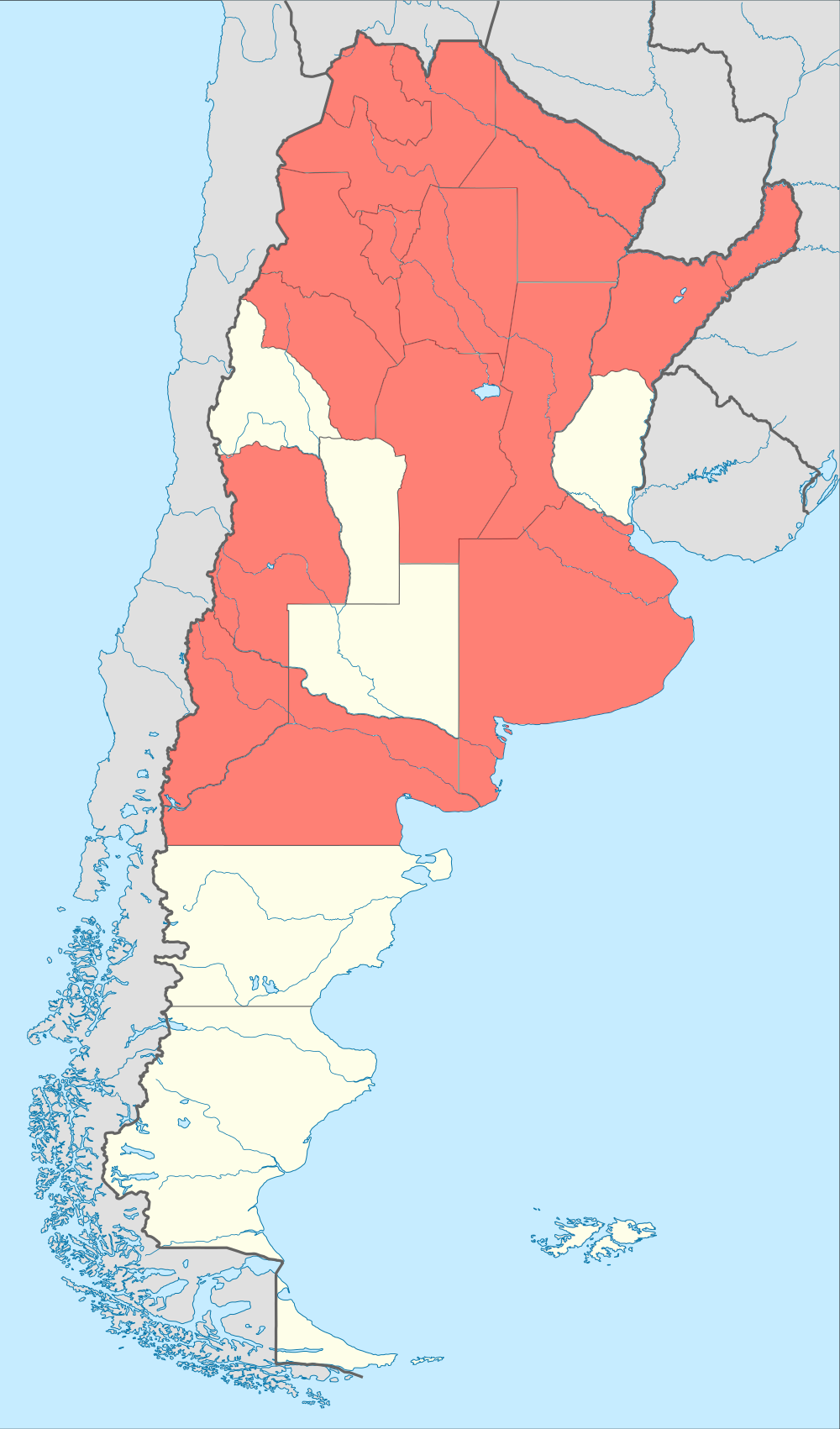
Provincias donde la organización tiene presencia

La Túpac Amaru presenta características que la diferencian de otros movimientos de trabajadores desocupados; la organización articula demandas que van más allá del trabajo, abre la pregunta por la incorporación de las demandas de mujeres de los sectores populares y sus puestos de conducción son ocupados en buena medida por mujeres.

### Provisión de bienes, servicios y derechos
La Organización Barrial Túpac Amaru se distingue por su amplio entramado de provisión de bienes, servicios y derechos en las áreas de trabajo, seguridad social y pensiones, salud, educación y recreación para sectores populares informales, otrora desprotegidos por el Estado. La organización ha construido una obra social, tiene escuelas de nivel primario, secundario, y un ciclo terciario de formación profesional donde sus integrantes terminan los estudios y obtienen títulos legales. En cuanto a los servicios de salud, cuenta con centros de atención primaria, farmacias y consultorios equipados con tecnología superior a la existente en hospitales públicos, además de un impactante centro para atención de discapacidades de cinco mil metros cuadrados. Periódicamente, la Túpac Amaru realiza campañas de prevención con ambulancias de alta complejidad y personal propio. Además cuenta con espacios recreativos donde se practican deportes y pueden encontrarse pintadas con consignas que transmiten mensajes educativos ("Sí al deporte, no a la droga") y políticos ("Compañero: tu patrón no comerá de tu pobreza", "En un país lleno de trigo no puede haber niños sin la ternura del pan"). Un último elemento central en la red de servicios y la noción de bienestar de la Túpac Amaru es la circulación de bienes culturales globalizados. Las actividades sociales y recreativas en el barrio Túpac Amaru de San Salvador de Jujuy se organizan alrededor de tres espacios: un parque acuático con una gran piscina, una reproducción a escala real del Templo del Sol de Bolivia, donde se realizan los festejos del Inti Raymi en el mes de junio, y un área de asadores y juegos infantiles.

### Inclusión de mujeres y otras minorías

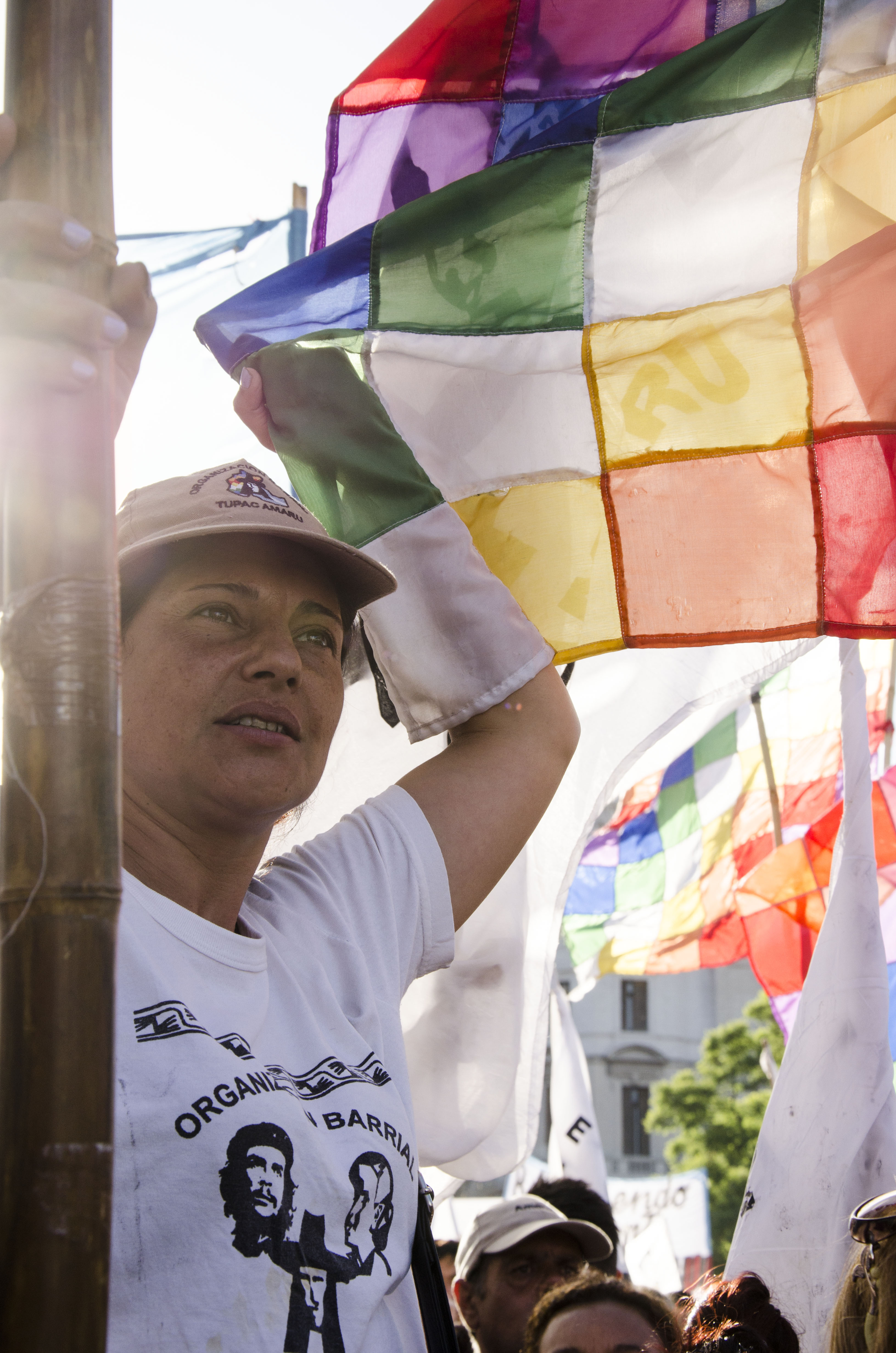
Militante de la Organización Barrial Túpac Amaru manifestando por la Libertad a Milagro Sala en enero de 2016.

La organización presenta una dirigencia mixta con un claro protagonismo de mujeres jóvenes, representado por Milagro Sala y su círculo íntimo. El lugar protagónico de las mujeres en la organización se da a su vez en un contexto provincial conservador, con acentuadas desigualdades de género que dificultan la participación política de las mujeres. Según, Gaona, entre las militantes de la organización existe «la genuina consideración por parte de las mujeres de que no existe espacio para ellas por fuera de la Túpac». No solo se trata de que no consigan ámbitos en los cuales desenvolverse en un empleo de condiciones dignas, de respeto y en el que se propicie su participación; sino, sobre todo, la imposibilidad de imaginar una vivienda como aquella a la que acceden mediante las obras construidas. Asimismo, la veta de reconocimiento de la posibilidad de empoderamiento a partir de encontrarse frente a la figura de una mujer líder con la que se identifican. La atribución de una serie de características a Milagro Sala se encuentra en muchos casos imbuida de elementos positivos que son próximos a sus propias construcciones de sí mismas. Según Gaona, «en muchos casos refiere a la perseverancia para alcanzar algo a pesar de ser pobre, por no depender de una figura masculina, por la fortaleza, la dureza».
Las actividades que se encuentran en la base y la consolidación de la organización -comedores comunitarios y construcción de viviendas- tienen marcas de género y clase, ya que suelen ser llevadas a cabo, por mujeres y varones de sectores populares, respectivamente. En algunos casos, sobre todo en las etapas iniciales de la organización de las cooperativas, las mujeres participaron de modo directo en la construcción de viviendas. En forma paralela a la socialización política de los y las militantes, en los ámbitos de la economía se proponen estrategias explícitas de paridad en el trabajo productivo, de conciliación en el cuidado que realizan las mujeres y de tolerancia cero a la violencia de género, que van a regular la intimidad de los hogares de la militancia. Un número significativo de los obreros fueron y son mujeres, gran parte de las cuales no habían tenido hasta el ingreso a la Túpac Amaru experiencia previa en albañilería, herrería y construcción. Entre las mujeres, un gran número de las incluidas en los proyectos de construcción de viviendas están embarazadas, o son madres solteras, analfabetas, ex presidiarias, mujeres con problemas de salud (sobrepeso, por ejemplo) y en un rango de edad que no entra dentro de los requisitos que se exigen habitualmente en el universo laboral privado. Por otro lado, es relevante señalar la participación de las mujeres ocupando un rol, no solo como constructoras u obreras, sino también como presidentas de cooperativas y encargadas de obras, cargos jerárquicos pocas veces alcanzados por mujeres en el ámbito laboral, en la acción sindical, y en el trabajo popular y comunitario.
Asimismo, se ha señalado que la organización ha devenido en ámbito de encuentro de muchas mujeres lesbianas y trans, en tanto opera no solo como lugar de oferta de empleo y trabajo relativamente estable –en un sector altamente intersecado por la vulneración a partir de la clase, el género, la sexualidad y la elección afectiva–, sino que además se elabora como espacio alterado y distanciado de las lógicas heteronormativas más violentas, desde los espacios institucionales generados para la promoción del respeto y la valoración, hasta el desarrollo afectivo público más cotidiano entre militantes y obreras.
La Túpac Amaru se involucra en los casos de violencia de género. Según sus propias directivas, la organización se involucra de manera determinante en estas experiencias, expulsando a los acusados por estos crímenes de la organización y las cooperativas.

### Indigenismo
La Organización Barrial Túpac Amaru se originó en una de las provincias que mayor cantidad de descendientes de pueblos originarios, y adopta diferentes elementos indígenas como punto de identificación, como discurso de beligerancia, como parte de la construcción de una memoria colectiva. Utiliza elementos de diferentes pueblos, ya que no diferencia entre lo aymara, lo quechua, lo guaraní, debido a que ponderan el hecho de ser descendientes de pueblos indios.
La organización toma el ejemplo del Estado Plurinacional de Bolivia e incorpora simbología indígena. El principal es la wiphala, así como los sonidos de pututus y erques. Asimismo, se adoptaron elementos de la arquitectura y la construcción del espacio. En el Barrio Túpac Amaru, de San Salvador de Jujuy, se construyó una réplica del templo de Kalasasaya, con el asesoramiento de chamanes aymaras.
Asimismo, la organización creó diferentes mecanismos para que sus militantes puedan conocer sus orígenes, entre ellos se encuentra la incorporación de la materia “Pueblos Originarios” en la currícula del nivel secundario de los establecimientos educativos a su cargo, esta materia no está en el programa oficial.
La organización adoptó algunas ceremonias de los Pueblos Originarios de Jujuy, sobre todo los de las fechas correspondientes a los solsticios de cambio estación. El Inti Raymi, el 21 de junio; el Kapaj Raymi, el 21 de diciembre y la ceremonia de la Pachamama, el 1 de agosto, entre otras, donde no solo militantes de la organización participan. Estas ceremonias refuerzan las vinculaciones de la Túpac Amaru con diferentes grupos étnicos, como mapuches, guaraníes, kollas, qom, lules vilelas, diaguitas, entre otros.
Además, en celebraciones o movilizaciones importantes se da la presencia de Mama Killa, miembro del Consejo de Amautas que acompaña al presidente Evo Morales. Mama Killa representa una autoridad espiritual, que augura energías positivas, a la líder y a las actividades. Este ritual en el marco de una movilización social, así como el uso de un agudo jallalla por parte de Milagro, no están presentes en movilizaciones de otros grupos de Jujuy.

## Obras

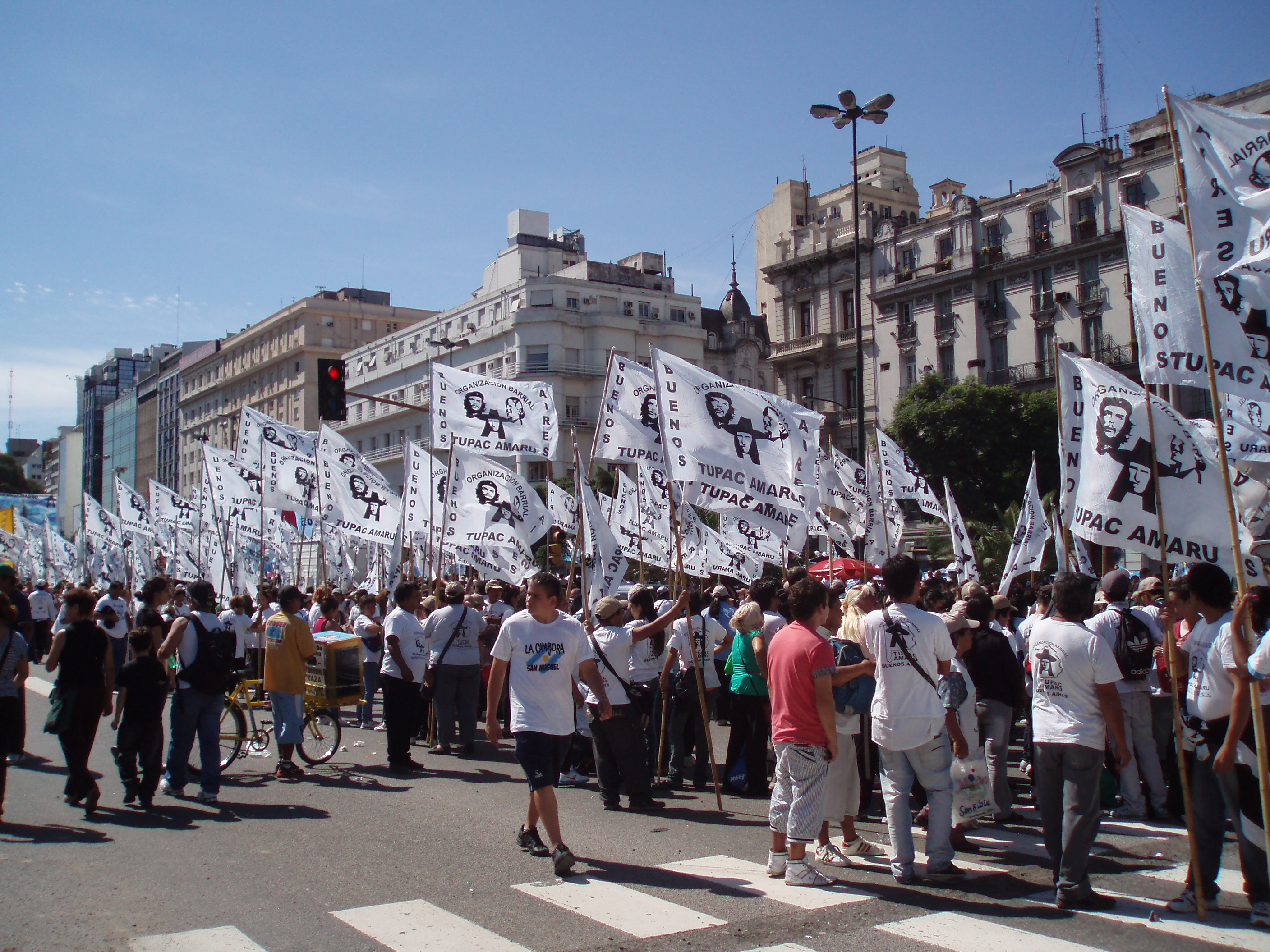
La Organización Túpac Amarú en la marcha por el Día de la Memoria por la Verdad y la Justicia el 24 de marzo de 2013

### Copas de Leche
En un principio, la organización se ocupó casi exclusivamente de la provisión de copas de leche para niños y niñas de familias de desocupados. Esta copa de leche consiste en una práctica que se extendió en Argentina, en la década de 1990, como un intento de paliar los elevados niveles de pobreza, garantizando un mínimo de alimentación para los niños de menores recursos. Los fondos para estas políticas asistenciales, vienen de financiamiento propio en algunas oportunidades y en otras se trata de fondos estatales, administrados por dirigentes barriales, por lo que se ha pasado a llamar "copa de leche" al evento mismo de reunirse para organizar y distribuir periódicamente la leche y mercadería en el barrio.
Así entendidas, las "copas de leche" de la Túpac están compuestas por un delegado, un subdelegado y un tesorero, además de los afiliados. Económicamente, las "copas" se sustentan por medio de la mercadería que la Túpac recibe para su distribución, además de una contribución que los miembros de la "copa" realizan y que se organiza de manera particular en cada una de ellas. Además, la forma concreta que estas toman varía de manera considerable entre una y otra, pero en general consisten en meriendas que se preparan dos o tres veces por semana, y que suelen complementarse con el dictado de talleres o clases de apoyo. No es necesario que los padres de los niños sean miembros de la copa, sino que el número de chicos de cada una sobrepasa ampliamente en número a sus miembros.
Desde el principio de la organización y hasta la actualidad, los miembros de la Túpac Amaru deben organizar o participar de una "copa de leche". Sostienen que se trata de que «es preciso experimentar la solidaridad comunitaria, generalmente vinculada al trabajo afectivo extendido al barrio» y que allí «experimentan las emociones vinculadas al trabajo afectivo en los comedores populares».

«ningún tupaquero puede dejar de tener la experiencia de la Copa de Leche porque es donde se manifiesta lo solidario»
Raúl Noro

La copa de leche es fundamental para la organización, no solo como sostén de una parte de la alimentación de miles de niños en la provincia, sino por ser el sistema más integral de organización al que responden los militantes. En la actualidad la Túpac cuenta con más de 1200 copas de leche en toda la provincia.

### Educación
La organización construyó dos edificios educativos de 2.500 alumnos, con 250 profesores que reciben su salario de Túpac Amaru. Las instituciones dedicadas a la educación vinculadas con la organización son de gestión social. Las instituciones van desde el fomento a la estimulación de la primera infancia, pasando por el nivel inicial, primario, secundario y terciario, además de la implementación del Plan FinEs, la gestión de becas, hasta la oferta de acompañamiento con clases de apoyo y talleres.
La organización se encuadra dentro de las teorías pedagógicas conocidas como educación popular, ya que «considera a la educación como un camino para abrir futuros, y a «los estudiantes no como objetos que deben memorizar un conocimiento impartido desde arriba sino como sujetos pensantes, con sus propios saberes, necesidades, problemáticas y culturas y como personas capaces de ser parte de una nueva conciencia social, crítica y solidaria».
Escuela Primaria
La organización creó la escuela primaria «Bartolina Sisa» en el que se reúnen nivel inicial y los siete años de educación primaria que funcionan también a contra-turno con talleres de carpintería, técnicas agropecuarias, artes, deportes, danzas e informática –casi todas estas actividades llevadas a cabo en el Centro Cultural Túpac Amaru ubicado en el barrio de Alto Comedero–.
Se ofrece allí también, con el nombre de Centro de Educación Integral de Jóvenes y Adultos, con el nombre de «Germán Abdala», un programa de educación primaria para jóvenes y adultos. El Colegio Germán Abdala para jóvenes y adultos funciona desde el año 2003. En el año 2007 se inauguró en el centro de la ciudad, ubicado frente a la sede central de la Túpac, el edificio destinado a este bachillerato.
Escuela Secundaria
El colegio secundario fue bautizado «Olga Arédez» y ofrece un bachillerato orientado a adolescentes hijos de las cooperativistas que trabajan en el barrio de Alto Comedero, de barrios cercanos y para adolescentes expulsados del sistema educativo tradicional. En el 2009 se matricularon 2500 alumnos. Además del programa de estudios se dictan tres materias obligatorias: «Autoestima», «Historia y cultura de Jujuy y de los pueblos originarios» y «Lucha del movimiento obrero».
Además del currículo clásico de un programa de estudios, son materias obligatorias en la enseñanza las materias de “Autoestima”, “Historia y cultura de Jujuy y de los pueblos originarios” y “Lucha del movimiento obrero”. Cuenta en la actualidad con una matrícula de dos mil doscientos alumnas y alumnos.
Instituto Terciario
En 2010, se creó un instituto terciario Túpac Amaru, al que asisten alrededor de mil ochocientos alumnos y cuenta con cinco tecnicaturas integradas a las necesidades y proyecciones laborales de los cooperativistas: Agente sanitario y promotor de la salud; Diseño y producción de indumentaria; Economía y desarrollo local; Enfermería profesional; y Turismo.

#### Actualidad
En marzo de 2017, el gobierno de Gerardo Morales determinó la «caducidad» de la Escuela de Gestión Social Bartolina Sisa, el Colegio Secundario Olga Márquez de Aredez, el Instituto de Educación Superior Túpac Amaru y el Centro de Educación Integrada para Jóvenes y Adultos Germán Abdala, y la transferencia a la órbita del Ministerio de Educación de la provincia como «instituciones educativas de gestión estatal». Asimismo, determinaron que se eliminen los nombres de Germán Abdala y Túpac Amaru a dos de los establecimientos.
En el mes de agosto, los trabajadores de las escuelas denunciaron que desde la transferencia de las mismas al Ministerio de Educación provincial no se les han pagado los sueldos; denunciaron también que no tienen a quien reclamarlos, ya que el interventor de las mismas prácticamente nunca se encuentra en ninguna de las escuelas, y que se les responde que para pagarles se debe esperar la firma de un expediente por parte de la ministra de Educación de la provincia.

### Salud
La organización ha creado dos centros de salud, donde atienden más de 42 médicos y hay farmacéuticos, bioquímicos, y enfermeros. Ofrecen consultorios de medicina clínica, oftalmología, odontología, pediatría, traumatología, otorrinolaringología, ginecología, cardiología, kinesiología, fisioterapia y masoterapia, entre otras especialidades. También se encuentra el laboratorio de análisis clínicos, la sala de Rayos X, un tomógrafo axial computarizado y un mamógrafo. Por intermedio del Plan RemediAr, se posibilita el acceso a medicamentos de todo tipo provistos en la farmacia de la propia organización.. También, se hacen operativos de entrega de anteojos recetados y, periódicamente, se hace entrega de prótesis, audífonos y sillas de ruedas.
Desde la organización reconocen haber erigido el primer Centro Integral Comunitario (CIC) de la Argentina, construido en 45 días. En un primer momento funcionó como guardería, también como jardín de infantes y en la actualidad está dedicado sobre todo a la atención médica. Posee ocho consultorios y un laboratorio de análisis clínicos. La atención es abierta y gratuita. En 2010, solo ese centro de salud reunía la atención de 30 médicos entre las distintas especialidades.
En el barrio Túpac Amaru se encuentra el CEMIR (Centro Modelo Integral de Rehabilitación) “Sergio Chorolque”, para personas discapacitadas que fue construido en cuatro meses. Hay una plaza con juegos adaptados. Hay salas preparadas para diferentes discapacidades, un gimnasio acondicionado, pileta climatizada, una sala con cámara Gesell para que la usen psicólogos y psicopedagogos. Hay baños en distintas versiones y con variantes de protección, y salas con la acústica preparada para discapacidades auditivas. El edificio es gratuito y abierto a la comunidad, allí son derivados pacientes de los hospitales provinciales. Está inspirado en un centro con las mismas funciones en La Habana y el plano de aquel edificio fue replicado. Es el único de carácter público y gratuito en toda la provincia
Compraron dos ambulancias de alta complejidad equipados para el traslado y la atención de pacientes. La atención y los medicamentos son gratuitos.

### Fábricas
La agrupación sostiene que ya construyó solo en Jujuy 1500 viviendas, generando 4000 puestos de trabajo, y que sus plantas textiles producen 30.000 guardapolvos por mes. Más que muchas empresas de primera línea.
Se establecieron seis fábricas con fondos del Ministerio de Desarrollo Social que emplean a 600 ex desocupados.
En el barrio Túpac Amaru hay una fábrica textil con 146 empleados. Hacen delantales blancos, acolchados y remeras por encargo.
La Túpac Amaru creó una fábrica de bloques de construcción, con los que se ahorran buena parte de los costos de las viviendas.

### Conjuntos de viviendas
La Túpac Amaru, coordinando el trabajo de cooperativas de vivienda, construyó, en el marco del Programa de Emergencia Habitacional del Gobierno nacional destinado a dichas organizaciones sociales, un total de 8000 viviendas en los municipios de San Salvador de Jujuy, Humahuaca, Palpalá, San Pedro, Calilegua, San Martín, Monterrico, El Carmen, La Esperanza y Perico.
La mayoría de los barrios tiene pileta de natación, cibercafé, telecabinas, minimercado y espacio para la práctica de deportes

A partir de 2003 recibieron planes para la construcción de viviendas de 54 m², con dos habitaciones, cocina comedor, baño y lavadero. Cada casa cuesta 82 000 pesos (21 412,7 dólares estadounidenses de octubre de 2009) y da empleo a cuatro personas, contra 110 000 (28 724,4 USD) y un empleo y medio cuando son construidas por empresas comerciales.
El cantri
Alto Comedero es un barrio ubicado al sudeste de la ciudad que se origina en un plan de viviendas en el año 1986 y que para 2009 contaba con una población estimada de 185 000 habitantes, lo que representa más de 20 % de la población total de San Salvador de Jujuy. Una buena parte del barrio Alto comedero está conformado por el barrio de viviendas de la Túpac Amaru. Tiene construidas 3000 viviendas y le llaman «el cantry de la Túpac».
La primera etapa del barrio se construyó en la mitad del tiempo estipulado y así se fueron incorporando en los meses y años subsiguientes distintas etapas de viviendas. A partir de la segunda etapa se readministraron los recursos para las obras mediante la conformación a través de la Túpac Amaru de fábricas de materiales propias: la fábrica de caños de hormigón, bloques y adoquines, la metalúrgica, y la de muebles de caño facilitaron la obtención de elementos fundamentales para la construcción con precios abaratados.
El barrio tiene muy claramente diferenciado su perímetro, sus casas son todas iguales, en el interior del barrio se dispone de una escuela y guardería infantil, un polideportivo y un parque acuático (con la pileta más grande de todo el noroeste argentino), un Centro cultural (que cuenta incluso con un cine), un centro de salud, el Centro Modelo Integral de Rehabilitación (CEMIR), una fábrica textil, una de bloques, una de muebles de caño, una metalúrgica y otros emprendimientos. Todos espacios territorializados, construidos y gestionados por la organización. Allí también el barrio cuenta con un Salón de Usos Múltiples (SUM), destinado a las funciones de comedor comunitario sobre todo para los niños de la guardería y los ancianos, donde se realizan eventos y festejos. Las guarderías están ubicadas en el edificio colindante, es donde en muchos casos, las obreras embarazadas que son reubicadas durante los meses de embarazo a estas tareas. Además, el barrio cuenta con mecanismos de protección: vallas en la entrada al barrio, cerradas y vigiladas en las noches; serenos que recorren todas sus calles las 24 horas del día; y los encargados de obras que deben comprometerse a lidiar con los conflictos y los disturbios ocurridos en el ámbito del barrio.
La obra de mayor magnitud visual en el cantri, y la que muchos habitantes destacan como de mayor ostentación y beneficio sea el parque temático, el parque acuático y la réplica del templo de Kalasasaya ubicados en conjunto en la órbita central del barrio. El réplica del templo es una obra de aproximadamente 8000 m², réplica del templo de Kalasasaya de Tiwanaku (Bolivia). Este templo consiste en una pirámide escalonada de cemento, en cuya base superior se albergan las réplicas de los monolitos del Fraile y el Ponce, además de los rostros esculpidos en piedra a lo largo de muchas de las paredes de la obra; cada uno de estos elementos acorde con los del templo original. También en la cima del templo, se centraliza la Puerta del Sol con vista de frente a gran parte del barrio. Esta puerta apunta al Este, calculando el alba en dirección a las serranías de Zapla. A cada lado de esta puerta sobrevienen las figuras de Túpac Amaru y Micaela Bastidas, cada una de ellas esculpida mirando de frente a la parte más extensa del barrio.
Parques
Existe además un parque acuático y un parque temático. Los parques están pensados para los niños. El parque acuático refleja la obsesión de Milagro Sala por las piletas. Tiene cascadas, toboganes y consta de varias piletas encadenadas. El parque temático tiene dinosaurios gigantes con esculturas de «peques» (duendes patagónicos de un dibujo animado nacional).

### Cultura
Radio
La organización tiene una radio de frecuencia experimental, llamada «Túpac», autorizada por el COMFER.
Centro Cultural
Uno de los últimos grandes edificios construidos por la organización es el «Centro Cultural Túpac Amaru», ubicado en el barrio de Alto Comedero, el cual cuenta con un cine teatro, una sala de computación y distintas salas utilizadas para el dictado de talleres.
El Centro funciona de 8 a 23 h, con dos primeros turnos para niños y un último turno dedicado principalmente a los cooperativistas que trabajan en el barrio.
Allí se han organizado ciclos de cine-debate; proyectado películas de circuito comercial de forma gratuita todas las semanas; se han hecho espectáculos musicales con la presentación de artistas populares de talla nacional; desarrollado obras de teatro; y encuentros de debate y reflexión sobre Costumbres propias.

## Financiamiento
A partir de 2003 la Túpac recibió planes para la construcción de viviendas de 54 m², con dos habitaciones, cocina comedor, baño y lavadero.
Cada una de esas viviendas sociales, que a una empresa privada le costarían 130.000 pesos y daría solo un empleo y medio, a la cooperativa le cuestan 86.700 pesos y dan empleo a cuatro personas, porque producen ellos mismos los bloques de cemento y las carpinterías metálicas se producen en su propio taller metalúrgico.
Construir 200 casas populares, que a las constructoras privadas les llevaría dos años o más, a las cooperativas de la Túpac Amaru les lleva seis meses.
Realizan el mantenimiento de los edificios públicos y escuelas como cooperativa social. La Túpac tiene 8 de esas cooperativas y se encarga de la mayoría de los trabajos.
Entre lo que recaudan por construir casas (130 millones), reparar edificios, coser delantales, fabricar bloques de ladrillos, un porcentaje de los planes y otros ingresos, los fondos de la Túpac rondan los 200 millones de pesos al año, según cálculos hechos por sus propios hombres. Con eso pueden comprar vehículos y mantener el tomógrafo de la clínica construida por la Túpac Amaru en el centro de Jujuy.

### Rendición de cuentas
En 2009, el radical Gerardo Morales dijo que la Túpac Amaru no rendía cuentas de los fondos que recibía.
El auditor general de la Nación, el radical Leandro Despouy no confirmó la denuncia de Morales:

Al principio la organización no quería ser auditada, pero después accedieron y la información que se buscaba se obtuvo.

Según Página 12 en la misma auditoría se destacó que la organización realizó las obras íntegras «no obstante quedar un saldo impago» y que las mismas se realizaron con 32 operarios en lugar de 16, para dar trabajo “a mayor cantidad de gente”.

## Actividades y organización

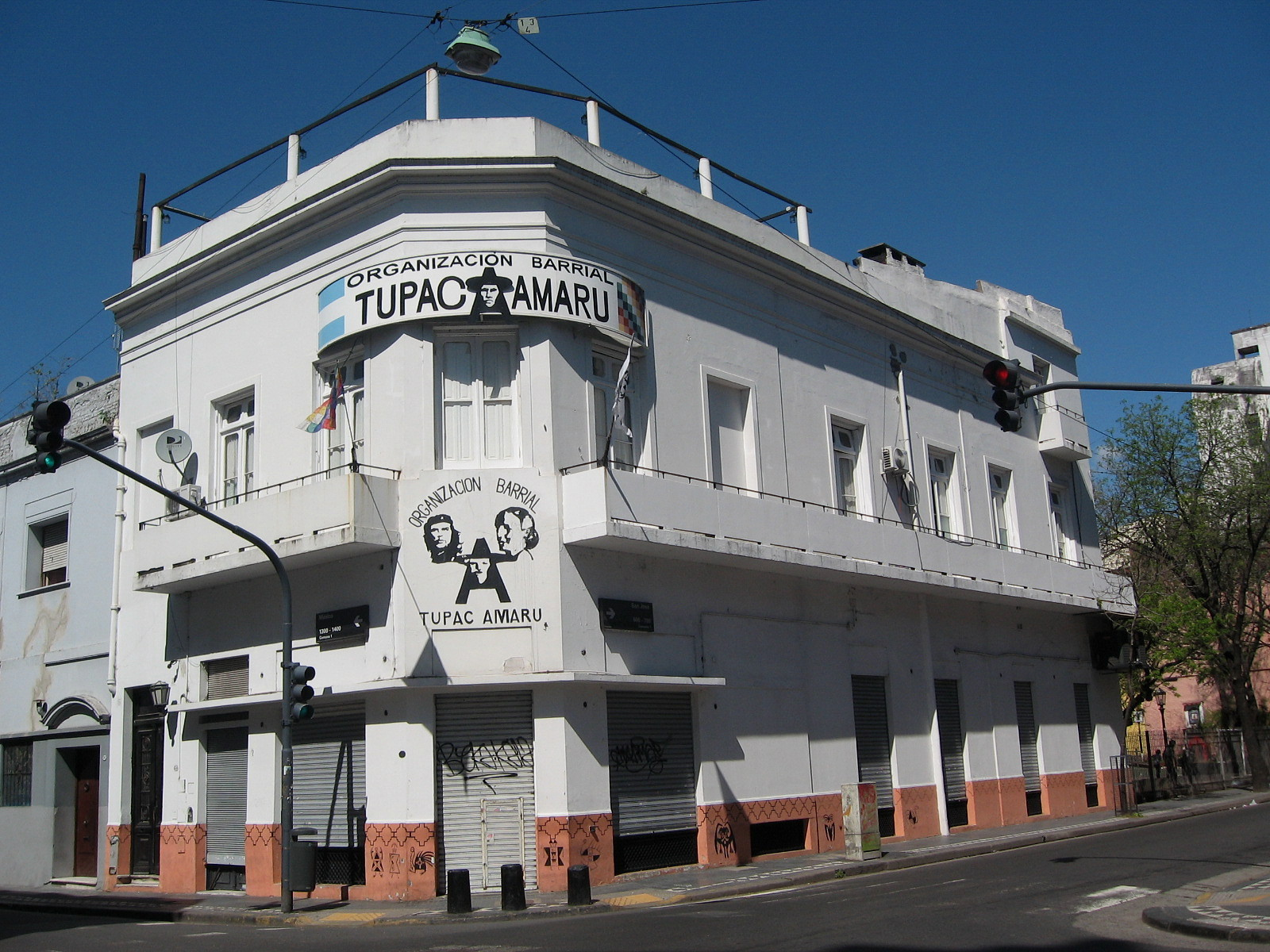
Sede de la Organización Barrial Túpac Amaru en la ciudad de Buenos Aires.

Las principales decisiones de la organización se adoptan en asamblea semanal, de 900 delegados. La organización tiene unas 400 unidades barriales en Jujuy y está implantada en diecisiete provincias. Su estricta disciplina prohíbe el consumo de alcohol y estupefacientes y dispuso que todos los trabajadores estudiaran.
Todos los años se celebra el Inti Raymi, ceremonia en honor al Dios Sol, presidida por la Mama Killa, quien, junto con Milagro Sala, los amautas, hijos, amigos y presentes, realizan las ofrendas. En 2013 estamos en el 5519 años de la era Aymará.
También se celebra todos los años la Ceremonia de la Pachamama, que forma parte de la Cultura Milenaria de los Pueblos Originarios.
También realizan la Marcha Nacional Indígena.
Realizan actividades culturales, bingo, feria de empanadas, feria de tortillas y pan casero, tómbola y entrega de una copa de leche con pan para los más pequeños.
Dos festividades son claves en la organización: el día del niño (primer domingo de agosto) y el día de reyes magos (6 de enero). La Túpac Amaru organiza celebraciones los sábados cercanos a ambas fechas en la intersección del puente Gorriti y la avenida 19 de Abril –arterias fundamentales de la ciudad–, extendiéndose a lo largo de alrededor de cinco cuadras de la avenida. En las celebraciones, los integrantes de las copas y cooperativistas arman cada mesa de comidas golosinas y tortas, con cotillón y adornos temáticos. Se arman decenas de peloteros inflables y toros mecánicos dispuestos a lo largo de las avenidas y el puente, también distintos juegos de kermés, hay payasos y shows en vivo a lo largo de toda la tarde en un escenario de grandes dimensiones montado en los días previos frente al puente Gorriti y la calle del mismo nombre.
Se traen niños de otras localidades desde distintos puntos de la provincia para la celebración  La celebraciones se destacan por los juguetes que regala la organización a los niños que concurren, bajo la premisa «que no se vaya ni un chico sin su juguete»
De los 15.000 cooperativistas de Jujuy, un tercio integran la Túpac Amaru. El intendente de San Salvador emplea a otras 13 cooperativas municipales. También tienen cooperativas la Iglesia católica y otras ONG.

## Apoyo político
Si bien la organización apoyó diversas actividades que demostraron una adhesión al Gobierno nacional de Cristina Fernández de Kirchner, se define a sí misma como de carácter autónomo. Esto se debe a que ha tenido diferentes tipos de relación con los diversos niveles gubernamentales: de colaboración con el gobierno nacional, de competencia o conflicto con el provincia y mixtos con los municipales. «El vínculo con el kirchnerismo es leído por la organización, por un lado, en términos instrumentales (en tanto posibilitador de nuevos recursos) y por otro lado, como construcción estratégica, entendiendo al estado como un espacio de resistencia y construcción política. En síntesis, es posible observar un marcado rol activo de los integrantes de la organización al procesar las oportunidades políticas que se configuran con la llegada de los gobiernos kirchneristas, no sólo percibiéndolas y aprovechándolas, sino también redefiniendo sus acciones y creando nuevas oportunidades y sentidos».
La organización ha tenido diversas invitaciones por parte del gobierno para formar parte como funcionarios dentro de la estructura estatal, pero «optó por priorizar su estrategia de desarrollo territorial, para así acumular capital político conducente a construir su propia herramienta electoral, sin perder su lógica de horizontalidad y movilización, preservando una mayor autonomía y capacidad de negociación».
Expresa Totino Bermúdez:

La Túpac tiene una historia, y dentro de esa historia, un reconocimiento, primero a Néstor y ahora a Cristina. Han empujado por un proyecto nacional. Para los que venimos de lejos, que hemos arrastrado frustraciones y muchos compañeros asesinados por la dictadura, esta etapa nos marca que no equivocamos el camino. Puede que uno haya equivocado alguna forma de implementar políticas en el pasado, pero no en el objetivo. Objetivo que sigue siendo el de siempre. Liberación o dependencia.

Junto con otras agrupaciones vinculadas a los derechos humanos, impulsó el inicio y continuidad de investigaciones y juicios por delitos de lesa humanidad, promoviendo paralelamente la conmemoración de figuras representativas de las luchas sociales, como el dirigente minero Avelino Bazán, desaparecido en 1977 por la dictadura cívico militar.
En el marco del bicentenario, más de 15.000 integrantes de comunidades originarias realizaron la Marcha de los Pueblos Originarios hacia Plaza de Mayo para acercarle un petitorio a la presidenta Cristina Fernández un documento llamado "Pacto del Estado con los Pueblos Originarios para la creación de un Estado Plurinacional", un escrito que fue trabajado a partir de la iniciativa de kollas, guaraníes, mapuches, diaguitas y qom-tobas, entre otros, y fue consensuado en las instalaciones de la agrupación Túpac Amaru de Jujuy en una reunión realizada en diciembre de 2009.

## Ataques contra la organización
El lunes 21 de octubre de 2013, una manifestación sufrió un ataque a balazos en plena campaña electoral, y dos de sus militantes resultaron heridos. Se logró detener a tres de los atacantes, pero el resto se fugó. Uno de los detenidos prestaba funciones en la municipalidad de la capital provincial. El senador Gerardo Morales afirmó que se habría tratado de un «enfrentamiento entre mafias». Raúl Noro —esposo de Milagro Sala— retrucó: «No hubo un enfrentamiento, hubo emboscada y atentado contra Milagro Sala y contra la Túpac». El fiscal Aldo Lozano confirmó que fue «emboscada» que tenía el directo objetivo de «matar». Ante los medios de comunicación hizo hincapié en que ―hasta que la Justicia no levantara el secreto de sumario― se debía mantener la reserva de los nombres de los sospechosos todavía no detenidos para no afectar su búsqueda.
El senador Gerardo Morales brindó una conferencia de prensa ante los medios de comunicación, en la que divulgó los nombres de los imputados que no habían podido ser detenidos. La dirigente acusó a Gerardo Morales y a su gente de haber pagado 4000 pesos quemar la tumba de su padre. Milagro Sala responsabilizó al senador radical Gerardo Morales por el intento de asesinato, asegurando que los autores materiales del ataque «son los mismos que pintan y ponen pasacalles para los radicales». En el mismo sentido se pronunció el fiscal que investiga la causa, al confirmar que los atacantes están relacionados con algunos funcionarios municipales de la capital provincial y eran utilizados mano de obra que usa para pintar paredes o pegar afiches de la UCR.
Hacia finales de 2016, personas no identificadas provocaron destrozos y saquearon las instalaciones del polideportivo y del parque acuático que la organización había construido en Ledesma, e incendios en el polideportivo de San Pedro.
En noviembre de 2016, la organización denunció el ataque en su sede en la Ciudad de Buenos Aires. En esas horas, el Comité por la Libertad de Milagro Sala llevaba adelante una protesta en la Plaza de Mayo solicitando su libertad.
En junio de 2017, la sede de la organización en Calilegua, donde también funcionan un taller textil y una peluquería, fue atacada y desconocidos quemaron las banderas de la organización.

## Denuncias

### Acampe en la plaza central de Jujuy
En diciembre de 2015, el nuevo gobernador Gerardo Morales anunció la bancarización del sistema de asistencia social jujeño y pidió a las cooperativas identificar a sus integrantes. Las protestas comenzaron cuando se decidió realizar dicho reempadronamiento de beneficiarios de planes y cooperativistas, con el argumento de «transparentar» y «regularizar » el reparto de dinero público estatal para ayuda social.
El 14 de diciembre de 2015 la Túpac y otras 27 organizaciones sociales comenzaron una protesta consistente en un acampe en la plaza principal de la ciudad de Jujuy, la plaza Belgrano, frente a la Casa de Gobierno de la provincia, y cortes de calles céntricas de la ciudad de San Salvador de Jujuy.
Solo la Organización Barrial Túpac Amaru, de las 28 organizaciones, fue denunciada judicialmente por el acampe en enero de 2016, argumentando que el acampe «había causado temor en la población y atentaba contra el libre ejercicio de derecho de los ciudadanos, por la magnitud de la protesta y por la toma y la inutilización de un punto neurálgico de la ciudad».
El gobernador, Gerardo Morales, suspendió la personería jurídica de la organización mediante un decreto aludiendo a que las protestas «constituyeron un desvió al objeto social perseguido por estas asociaciones, porque han violado sus estatutos mediante actos perpetrados por sus autoridades y sus integrantes». El 16 de enero de 2016, se realizó la detención de Milagro Sala, la cual es considerada por diversas organizaciones nacionales e internacionales, como el Grupo de Trabajo sobre Detención Arbitraria de la Organización de Naciones Unidas, Amnistía Internacional y la Corte Interamericana de Derechos Humanos, como una «detención de carácter político». Después de casi 60 días de iniciado, el 2 de febrero de 2016 se levantó el acampe en la plaza.
En diciembre de 2016, el juzgado Contravencional de Jujuy condenó a la Túpac Amaru a la clausura del local ubicado en calle Alvear, de la capital jujeña, por el término de 3 meses computables a partir de que quede firme la sentencia. Además la organización fue condenada a abonar una multa de $3.780 por «la permanencia en espacios públicos y obstaculización de la circulación en la plaza central».
En junio de 2017, el juicio fue declarado nulo el 2 de junio de 2017 por el juez de Control número 3 de Jujuy y revocadas sus sentencias.

En la declaración se señala que "la vulneración de garantías constitucionales constituyen un vicio de carácter insalvable que afecta el procedimiento en su totalidad, por lo que procede la declaración de la nulidad".
En 2018 el gobernador Morales intervino la organización, posteriormente arrepentidos indicaron que el gobernador de Jujuy Gerardo Morales dio órdenes directas a distintos punteros del radicalismo provincial para que retiren dólares de una sede bancaria y los depositen en el local de la organización a fin de armar una nueva campaña contra Milagros Sala. Según reveló una alta fuente del ejecutivo provincial arrepentida  planean "encontrar" dólares dentro de un pozo ubicado en la sede de la Túpac Amaru, que habitualmente se utiliza para realizar ceremonias indígenas. Según la denuncia "distintos punteros políticos radicales afines a Morales retiraron dinero del Banco Columbia".